# Alexander Tolmatsky
Alexander Tolmatsky (né le 12 mai 1960 à Moscou, en URSS) est un producteur et DJ russe.

## Biographie
Alexandre Tolmatski est né le 12 mai 1960 à Moscou. Né dans une famille juive, son père fuit la Pologne pendant la Première Guerre mondiale.
Il étudie à l'université russe d'économie Plekhanov, et à l'université d'État de Moscou de production alimentaire. Depuis 1976, en tant que jeune étudiant à l'université d'État de Moscou de production alimentaire, il participe activement à l'organisation de concerts « underground » des groupes de rock Machina Vremeni, Високосное лето, других, et autres. Les concerts ont lieu au centre de loisirs régional Druzhba à Izmaïlovo, où Tolmatsky joue et chante. Il travaille avec des musiciens tels que Vladimir Ratskevich (du groupe Рубиновая атака) et Vasily Shumov (du groupe Центр), tout en jouant également dans des groupes - à la batterie, à la basse.
Entre 1976 et 1985, il vit de la vente de jeans, cousus main par lui-même, une dizaine de pièces par jour,.
Depuis 1988, il organise des concerts et des discothèques dans des clubs de Moscou et de la région de Moscou au sein de la société de production Рекорд de Yuri Chernavsky. En 1988, il devient producteur et directeur de concerts pour Oleg et Rodion Gazmanov.
En 2015, il devient producteur du rappeur Seryoga.